# Эшшольция калифорнийская
Эшшольция калифорнийская (лат. Eschscholzia californica) — типовой вид травянистых растений рода Эшшольция (Eschscholzia) семейства Маковые (Papaveraceae). Также называют «калифорнийский золотистый мак» (англ. California goldenpoppy) и «калифорнийский мак» (англ. California poppy). Калифорнийский мак является цветком-символом штата Калифорния.

## История

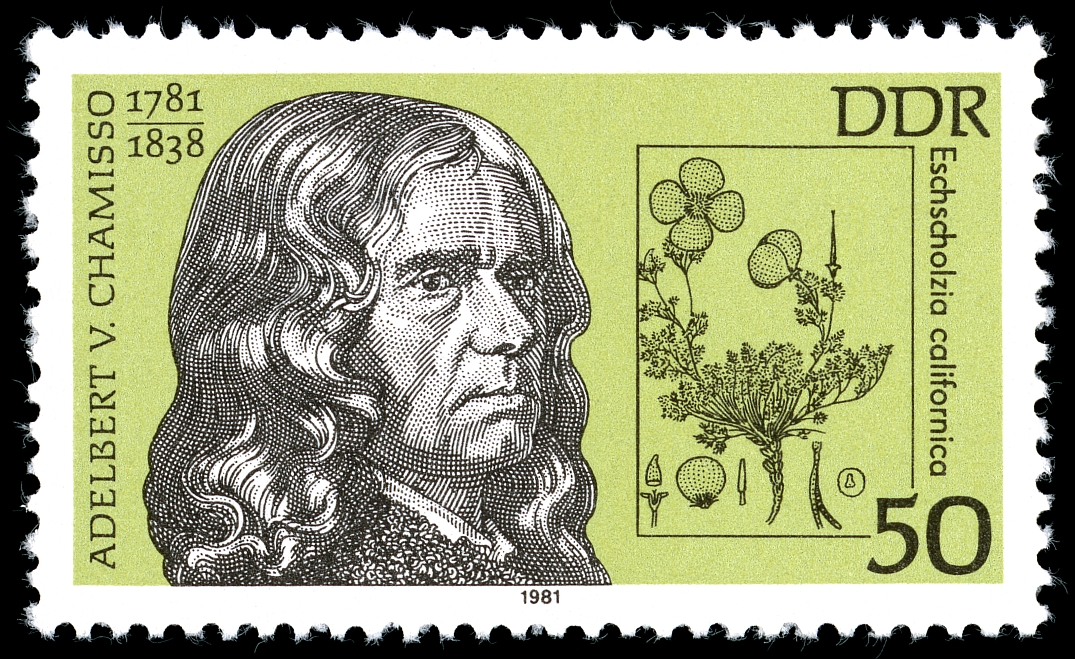
Франко-немецкий естествоиспытатель Адельберт фон Шамиссо и описанная им в 1820 году Эшшольция калифорнийская на почтовой марке ГДР (1981)

Растение впервые было найдено около 1791—1795 гг. Шотландец Арчибальд Мензис собрал семена на побережье Тихого океана, но они не дали всходов и остались неизученными. Осенью 1816 г русская экспедиция на судне «Рюрик», возглавляемая молодым лейтенантом Отто фон Котцебу, посетила бухту Сан-Франциско. В состав экспедиции входили два натуралиста — ботаник и поэт Адельберт фон Шамиссо и Иоганн Фридрих фон Эшшольц, который в качестве врача принимал участие в этом кругосветном плавании. Эшшольц вместе с Шамиссо собирал коллекции и производил научные наблюдения. Шамиссо после возвращения в Европу вырастил из семян и описал около 30 видов собранных растений. Новый род мака он назвал именем Эшшольца, при этом опустив в названии букву t (нем. Johann Friedrich von Eschscholtz). Ранние испанские поселенцы называли это растение исп. copa de oro («золотая чашка»). Согласно легенде, оранжевые лепестки цветка превращаются в золото и наполняют землю этим драгоценным металлом. В 1903 году Эшшольция калифорнийская стала официальным цветком штата Калифорния.

## Описание

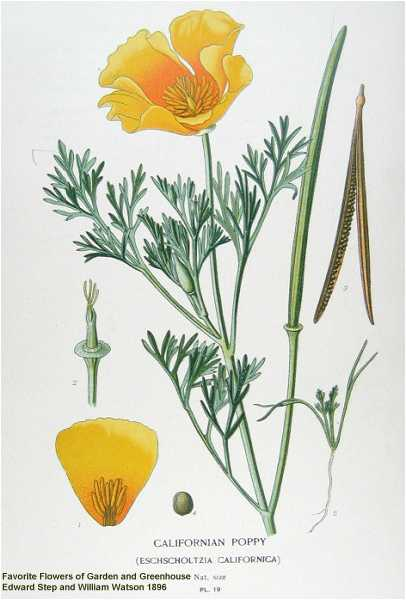
Ботаническая иллюстрация

Многолетнее или однолетнее травянистое растение. Стебель прямой либо ветвистый, высотой 5—60 см, гладкий, иногда сизого цвета. Корень стержневой, мощный у многолетних растений. Листья базальные и стеблевые, сегментированные, с закруглёнными либо заострёнными долями.
Цветок — одиночный с лепестками от жёлтыми до оранжевого цвета, как правило с оранжевым пятном у основания, 20—60 мм. Цветёт с февраля по сентябрь. Цветок закрывается на ночь и в холодную ветреную погоду, а утром вновь открывается, но может остаться закрытым, если погода облачная.
Плод — коробочка 3—9 см, семена — мелкие от коричневого до чёрного цвета 1,5—1,8 мм, сетчатые.

## Ареал и местообитание

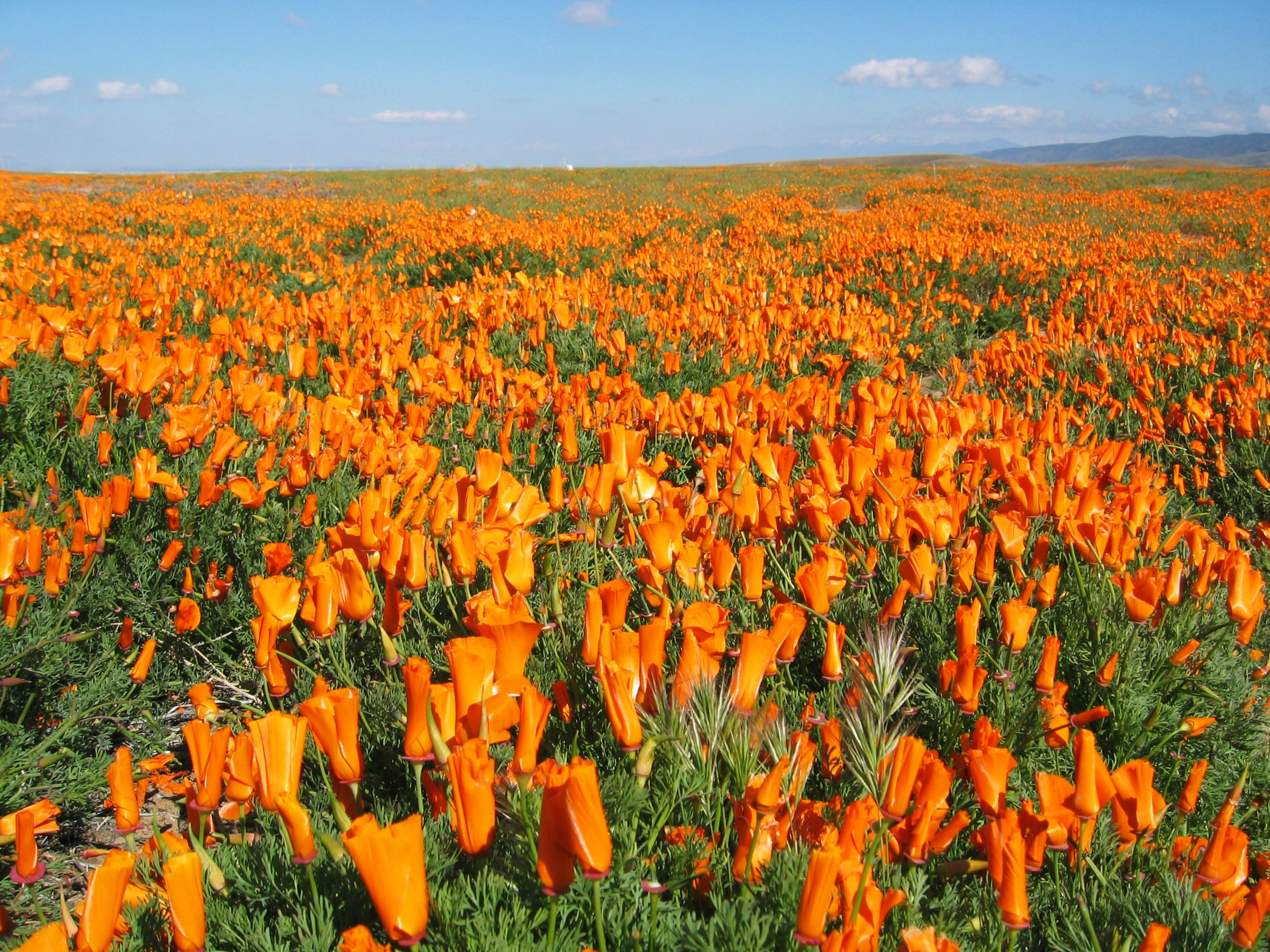
Поле калифорнийского мака в долине Антилоп

Эшшольция калифорнийская встречается в Калифорнии, Орегоне, южном Вашингтоне, Неваде, Аризоне и Нью-Мексико (США) и в штатах Сонора и Нижняя Калифорния (Мексика). Растёт на бросовых землях, устойчива к засухе. Цветок легко выращивать в садах, и он широко используется в цветоводстве, озеленении и при благоустройстве автодорог. Часто сам распространяется вдоль дорог и на других повреждённых землях, где размножается самосевом.

### Заказники
На севере округа Лос-Анджелес в долине Антилоп находится заповедник калифорнийского мака, занимающий 706 га. В период цветения мака практически вся территория заказника покрыта золотистыми цветами. Кроме этого, крупные луга калифорнийского мака располагаются в долине Bear Valley и в Пойнт-Бьюкон.

## Использование в медицине
Листья калифорнийского мака использовались индейцами Северной Америки с лечебными целями, а пыльца — с косметическими. Семена применялись при приготовлении пищи.
Водный экстракт растения обладает седативным и антидепрессантным действиями. Экстракт также действует в качестве умеренного седативного средства при курении. Однако этот эффект выражен слабее, чем у опиумного мака, так как калифорнийский мак содержит другой класс алкалоидов.
Фармакологические исследования на животных показали, что водно-спиртовой экстракт калифорнийского мака взаимодействует с бензодиазепиновыми рецепторами. Экстракт обладал периферическим анальгезирующим эффектом, но не обладал антидепрессантным, нейролептическим или антигистаминным эффектами.

## Использование в садоводстве

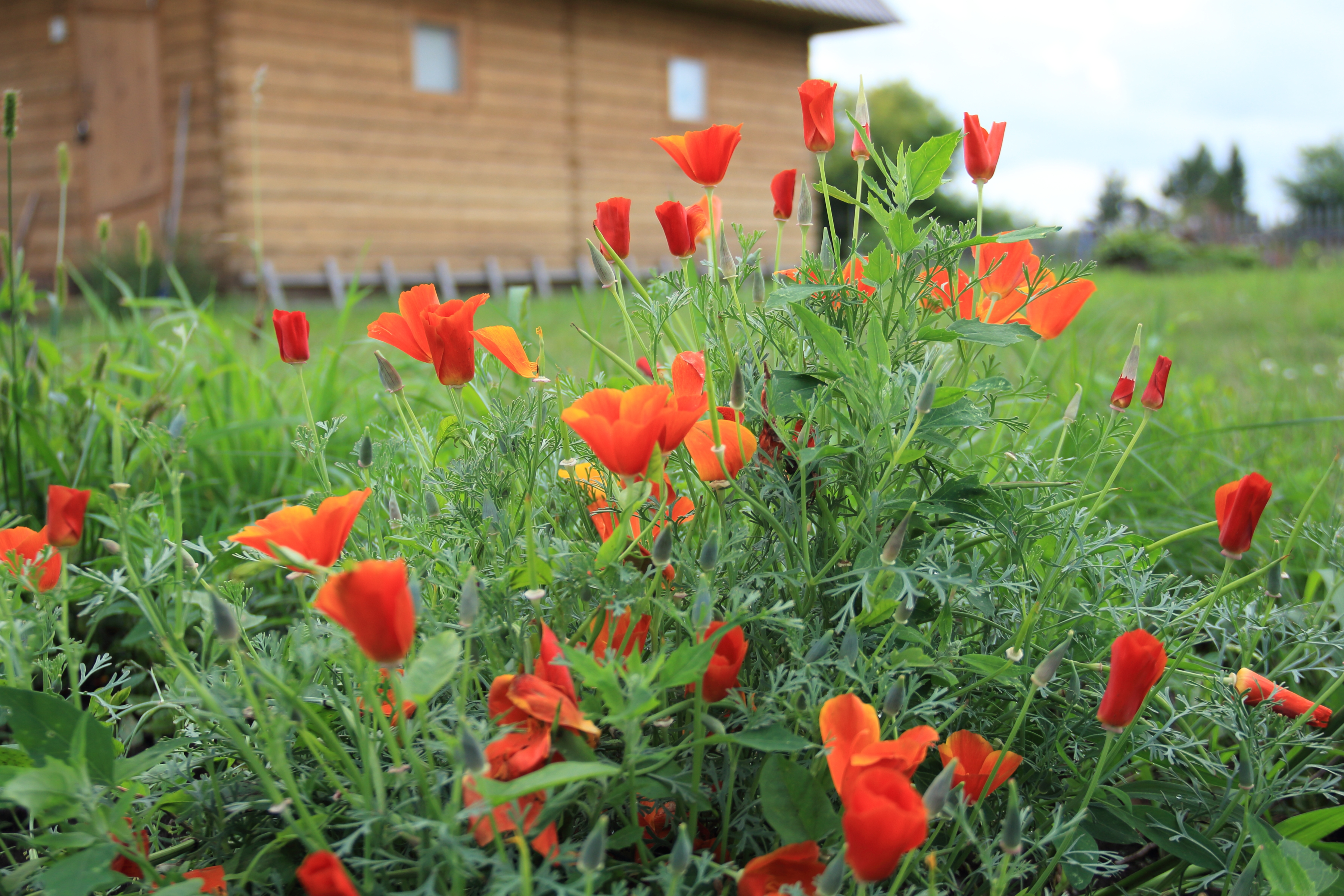
Эшшольция калифорнийская на дачном участке в России

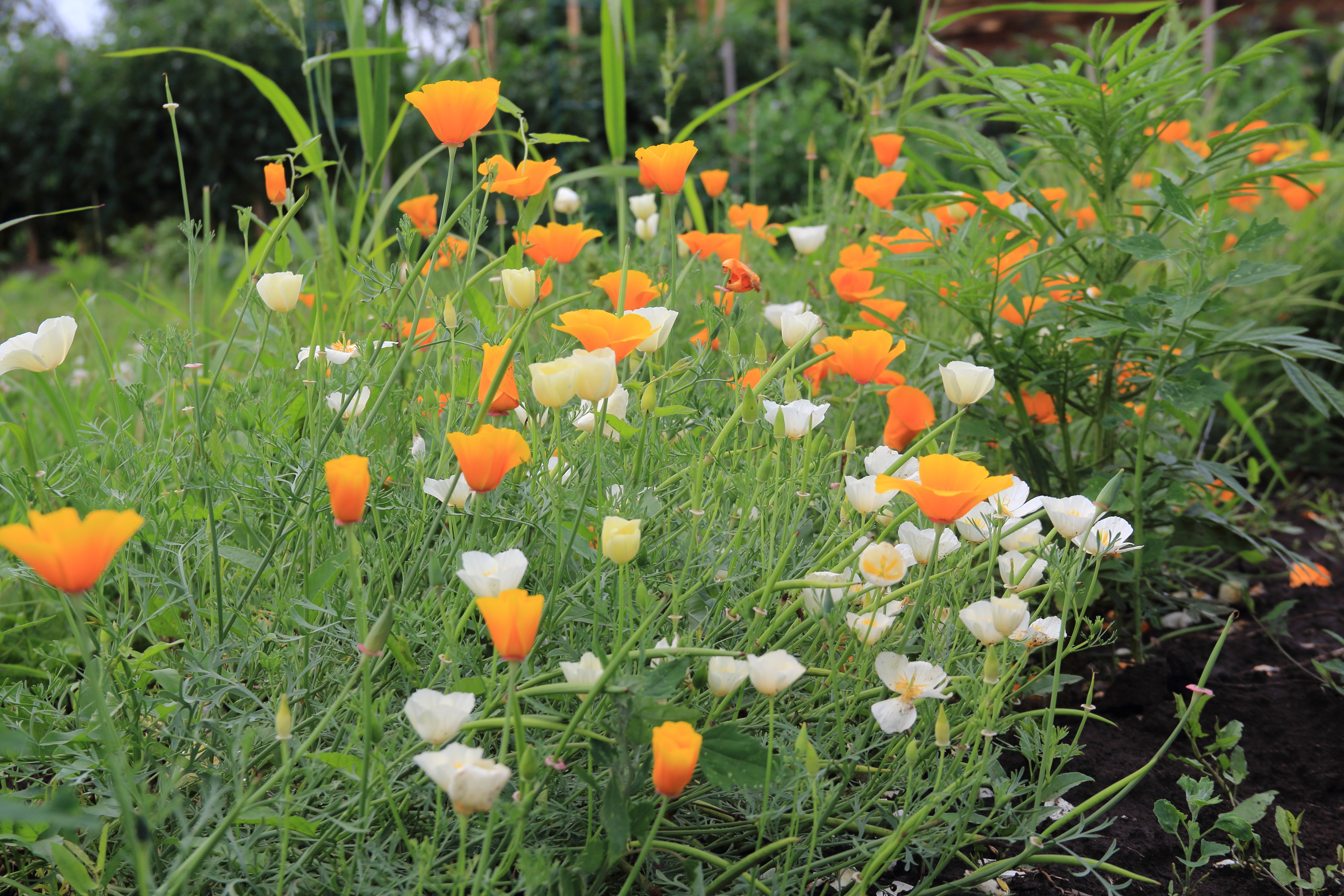
Разноцветная селекционная эшшольция калифорнийская

Это многолетнее растение в культуре используется как летник. Образует ветвистые стелющиеся или компактные кустики высотой 45—50 см. Дикорастущим растениям свойственна жёлтая окраска простых цветков. Сорта кроме унаследованной жёлтой окраски и простого околоцветника имеют оттенки оранжевого, розового, красного, цветки махровые и с гофрированными лепестками.
Сроки цветения зависят от момента посева. При осеннем посеве семян растения зацветают в мае-июне (в зависимости от климата и местности), при весеннем — в июле, цветение длится до октября. Сеют сразу на постоянное место. Всходы появляются через 10—14 дней. Прореживают сеянцы на расстоянии 20—25 см. Могут размножаться самосевом. Плоды созревают через месяц после цветения. Семена сохраняют всхожесть не более двух лет.
Эшшольция светолюбива, холодостойка, засухоустойчива. Не переносит избытка влаги и свежих органических удобрений. Подходит для рабаток и бордюров, рокариев, ваз, контейнеров, незаменима для озеленения лоджий и балконов. Эффектна в отдельных группах и массивах.
Эшшольция может выращиваться как комнатное растение, однако в зимнее время ей необходима дополнительная подсветка.

## Символ Калифорнии

Изображение цветка на плакате при въезде в Калифорнию

Эшшольция калифорнийская, или калифорнийский мак, является официальным цветком-символом штата Калифорния. Он изображён на всех автодорогах при въезде в штат. В декабре 1890 года он был избран символом штата Калифорнийским государственным цветоводческим обществом с большим преимуществом, опередив калохортус и Romneya coulteri. В 1903 году вышел закон штата, закрепляющий статус цветка. 6 апреля празднуется как День калифорнийского мака.
Интересно, что распространено мнение о том, будто бы особый статус цветка означает запрет на его срезание и повреждение. Однако такого закона не существует, кроме более общего уложения, которое делает правонарушением срезание или повреждение растительных насаждений вдоль автодорог и на общественных землях без соответствующего разрешения (Cal. Penal Code Section 384a).